# Beer Factory
Beer Factory er et mexikansk mikrobryggeri som er etableret i Mexico City. Bryggeriet er kendt for at have sin egen restaurant hvor besøgende kan nyde bryggeriets produkter sammen med et måltid. Beer Factory har flere restauranter i Mexico. Bryggeriet er blandt andet kendt for, at en del af ølsorterne har tropisk frugtsmag.

## Ølmærker fra Beer Factory
- 5 De Mayo
- Cascabel
- Celebración
- Coronel
- Coyote
- Equinox
- Extra Light
- Heavy Metal
- Luna Llena
- Santa Fe
- Santa Fe Wheat

## Links
- Beer Factorys officielle hjemmeside (spansk)